# Miguel Ángel de Castro
Miguel Ángel de Castro (ur. 5 czerwca 1970 roku w Ávila) – hiszpański kierowca wyścigowy.

## Kariera
De Castro rozpoczął karierę w wyścigach samochodowych w 1991 roku od startów w Hiszpańskiej Formule Ford, gdzie trzykrotnie zwyciężał. Zdobył tam swój pierwszy mistrzowski tytuł w karierze. W późniejszych latach pojawiał się także w stawce Brytyjskiej Formuły 3, Hiszpańskiego Pucharu Porsche, Hiszpańskiej Formuły Renault, 24-godzinnego wyścigu Le Mans, Global GT Championship, Spanish Touring Car Championship, Formuły 3000, Euro Open by Nissan, International Sports Racing Series, Spanish GT Championship, FIA GT Championship, French GT Championship, Le Mans Series, Porsche Supercup, International GT Open, 500 km de Alcañiz oraz Copa de España de Super GT.
W Formule 3000 Hiszpan wystartował w jednym wyścigu sezonu 1997, jednak nie zdobył punktów. W World Series by Nissan startował w latach 1998-1999. W pierwszym sezonie startów dwukrotnie stawał na podium. Z dorobkiem 95 punktów uplasował się na szóstej pozycji w klasyfikacji generalnej. Rok później podium w jego wykonaniu były trzy. 63 punkty dały mu dziewiąte miejsce w końcowej klasyfikacji kierowców.